# Перух
Перух или Перов (на гръцки: Άγιος Πέτρος, Агиос Петрос, до 1927 година Περόφ, Пероф) е обезлюдено село в Република Гърция, разположено на територията на дем Неврокоп (Неврокопи) в област Източна Македония и Тракия.

## География
Перух се намира на 790 m надморска височина в северните склонове на планината Боздаг и попада в историко-географската област Чеч. Съседните му села са Сидерово, Връщен и Пепелаш.

## История

### В Османската империя
В XIX век Перух е мюсюлманско село в Неврокопска каза на Османската империя. В 1848 година руският славист Виктор Григорович пише в „Очерк путешествия по Европейской Турции“, че жителите на Перши са помаци. В „Етнография на вилаетите Адрианопол, Монастир и Салоника“, издадена в Константинопол в 1878 година и отразяваща статистиката на населението от 1873 година, Перух (Perouh) е посочено като село с 45 домакинства и 140 жители помаци. Според Стефан Веркович към края на XIX век Перух има помашко мъжко население 167 души, което живее в 45 къщи.
Съгласно статистиката на Васил Кънчов („Македония. Етнография и статистика“) към 1900 година в Перух (Перухъ) живеят 320 българи мохамедани.

### В Гърция
През Балканската война в 1912 година в селото влизат български войски. По данни на Българската православна църква, към края на 1912 и началото на 1913 година в Перух живеят 68 семейства или общо 341 души.
След Междусъюзническата война селото остава в Гърция. Според гръцката статистика, през 1913 година в Перух (Περώφ) живеят 371 души.
През 1920 година в селото са регистрирани 305 жители.
През 1923 година жителите на Перух като мюсюлмани по силата на Лозанския договор са изселени в Турция. През 1927 година името на селото е сменено от Пероф (Περόφ) на Агиос Петрос (Άγιος Πέτρος) - Свети Петър на гръцки. До 1928 година в Перух са заселени 24 гръцки семейства със 74 души - бежанци от Турция. Към 1928 селото наброява 105 жители, а през 1940 година - 124 жители. То е обезлюдено по време на Гражданската война в Гърция (1946 - 1949).
| Година    | 1913 | 1920 | 1928 | 1940 | 1951 | 1961 | 1971 | 1981 | 1991 | 2001 | 2011 | 2021 |
| --------- | ---- | ---- | ---- | ---- | ---- | ---- | ---- | ---- | ---- | ---- | ---- | ---- |
| Население | 371  | 305  | 105  | 124  |      |      |      |      |      |      |      |      |